# Exocentrus erinaceus
Exocentrus erinaceus är en skalbaggsart som beskrevs av Francis Polkinghorne Pascoe 1863. Exocentrus erinaceus ingår i släktet Exocentrus och familjen långhorningar. Inga underarter finns listade i Catalogue of Life.